# Christian de Schleswig-Holstein-Sonderbourg
Christian de Schleswig-Holstein-Sonderburg-Ærø (26 novembre 1570 – 14 juin 1633) est le premier et le seul duc de Ærø.

## Biographie
Il est le fils aîné du duc Jean de Schleswig-Holstein-Sonderbourg (1545-1622) et à la mort de son père, il hérite de l'île d'Ærø. Son père a combiné les petites exploitations agricoles sur l'île en trois manoirs: Gråsten, Søbygård, et Gudsgave. En 1624, Christian créé la propriété de Voderup sur les terres qu'il a acheté de l'église.
Christian a l'intention de devenir évêque de Strasbourg ; cependant il n'y est pas arrivé. Tout en étant protestant, il est néanmoins chanoine du chapitre de la cathédrale de Strasbourg de 1587 à 1604. Le chapitre continue à lui verser le salaire d'un prêtre célibataire, jusqu'à 1619.
Christian et sa femme de ménage Catherine Griebel (1570, à Lütjenburg – 1640 à Ærø) ont une fille : Sophie Griebel (née en 1600). Il lui donne deux grandes maisons en 1629, l'un dans Ærøskøbing et l'autre sur l'île de Dejrø. Elle est aussi exemptée du paiement de tout impôt. Après la mort de Christian, Catherine épouse son administrateur, Peder Christensen Pilegaard, qui s'installe alors dans Ærøskøbing en tant que marchand.
Après la mort de Christian, son héritage est divisé en ses quatre premiers frères. La division de l'île en plusieurs petits territoires entraîné dans un complexe de l'administration fiscale et d'un actif sur le marché noir[Quoi ?].